# 小牧第一病院
医療法人純正会小牧第一病院（いりょうほうじんじゅんせいかいこまきだいいちびょういん）は、医療法人純正会が愛知県小牧市に設置する病院。救急告示病院に指定されている。

## 沿革
- 1963年（昭和38年）10月 - 開設（24床）[1]。

## 診療科目
- 内科
- 外科
- 整形外科
- 呼吸器科
- 神経内科
- 循環器科
- 胃腸科
- 皮膚科
- 泌尿器科
- リハビリテーション科
- 麻酔科

## 医療機関の指定・認定
下表の出典
| 保険医療機関                                             |
| 労災保険指定医療機関                                     |
| 指定自立支援医療機関（精神通院医療）                     |
| 身体障害者福祉法指定医の配置されている医療機関           |
| 生活保護法指定医療機関                                   |
| 難病の患者に対する医療等に関する法律に基づく指定医療機関 |

救急告示病院（二次救急）
このほか、各種法令による指定・認定病院であるとともに、各学会の認定施設でもある。

## 交通アクセス
- 名鉄小牧線「小牧駅」より徒歩で約5分[4]。
- 小牧巡回バス「小牧駅東」停留所下車[4]。

## 周辺
- 小牧幼稚園
- 小牧市立第一幼稚園
- 小牧駅
- 小牧駅バスターミナル